# Suore di Nostra Signora della carità del Buon Pastore

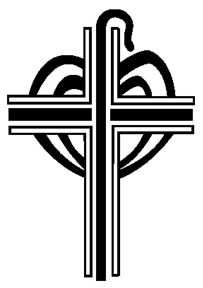
Lo stemma della congregazione

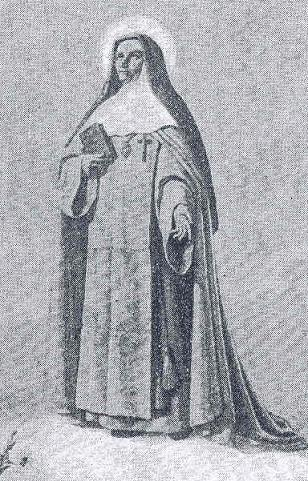
Maria di Sant'Eufrasia Pelletier

Le Suore di Nostra Signora della Carità del Buon Pastore sono un istituto religioso femminile di diritto pontificio: i membri di questa congregazione pospongono al loro nome la sigla R.B.P.

## Storia
Maria di Sant'Eufrasia Pelletier (1796-1868), superiora del monastero dell'Ordine di Nostra Signora della Carità di Tours, il 31 luglio 1829 inaugurò ad Angers un nuovo "rifugio" (così erano chiamate le case dell'ordine) e vi si trasferì: venne eletta superiora del convento di Angers nel 1831. La Pelletier ricevette presto richieste di fondazione da numerose città (Le Mans, Poitiers, Grenoble, Metz), ma la regola dell'ordine prevedeva l'assoluta autonomia di ogni monastero e che questi avessero un noviziato interno.
Maria di Sant'Eufrasia richiese a papa Gregorio XVI di erigere il rifugio di Angers a casa generalizia di una nuova congregazione, con medesimi carisma e finalità dell'ordine di origine ma con una diversa organizzazione: tutte le case sarebbero state sottoposte alla direzione di un'unica madre generale e sarebbe esistito un unico noviziato in cui sarebbero state formate tutte le postulanti da inviare nelle diverse filiali. Il pontefice accolse le istanze della Pelletier con breve del 3 aprile 1835.
Venne istituita anche una classe di religiose di stretta clausura, le "Maddalene", dedite alla vita contemplativa.
La fondatrice, beatificata nel 1933, venne proclamata santa da papa Pio XII il 2 maggio 1940.

## Attività e diffusione
Le Suore di Nostra Signora della Carità del Buon Pastore si dedicano al recupero ed alla rieducazione delle prostitute: sono attive anche nelle carceri femminili.
Sono presenti in oltre settanta nazioni dei cinque continenti: la sede generalizia è a Roma.
Al 31 dicembre 2005, la congregazione contava 4.515 religiose in 614 case.